# M3 SNCB
Pour les articles homonymes, voir M3.
Les Voitures M3 sont une petite série de voitures pour trains omnibus de la SNCB mises en service de 1960 à 1962. Il s’agit d’une version économique et de plus grande capacité des voitures M2. Elles furent produites à 46 exemplaires et les remorques des autorails série 40 en sont directement inspirées.

## Histoire
Les voitures M2, récemment tout juste mises en service, donnaient pleinement satisfaction. Toutefois, pour remplacer les dernières voitures en bois en service à la SNCB, il fut décidé de commander des voitures plus simples d’utilisation et moins lourdes. Elles furent construites par l’atelier central de Malines et livrées de 1960 à 1962. Elles reprenaient nombre de caractéristiques des quatre prototypes des M2 construits à Malines (dont le personnel manquait d'activité à la suite de l'abandon des grands entretiens des locomotives à vapeur en fin de vie) en 1954.   
Il existait deux types :   
- Les B (ou B12) qui possédaient deux salles à trois travées de 29 places chacune encadrant deux plateformes et une salle à 6 travées de 56 places où une toilette prend la place d’un groupe de sièges, ce qui donne un total de 114 places assises.
- Les ABD (ou A6B3D) qui possédaient le même chaudron que les B12 mais dont la salle centrale à six travées est aménagée avec 44 places de première classe et l’une des petites salles à trois travées est remplacée par un compartiment à bagages avec local pour le chef de train, ce qui donne 29 places de seconde classe, 44 de première et un compartiment à bagages.

Longues de 24 mètres, elles employaient des bogies Pennsylvania au lieu des bogies Schlieren, plus modernes, que l’on retrouve sous les voitures M2, ce qui limitait leur vitesse maximum à 120km/h. L’intérieur était plus spartiate que les M2, surtout en première classe où l’écart entre les sièges était le même qu’en seconde et elles ne possédaient plus de zones de déformation aux extrémités. En outre, contrairement aux autres voitures d’après-guerre, elles ne possédaient que le chauffage vapeur et ne pouvaient donc rouler en service commercial derrière une locomotive électrique ou diesel dépourvue de chaudière.

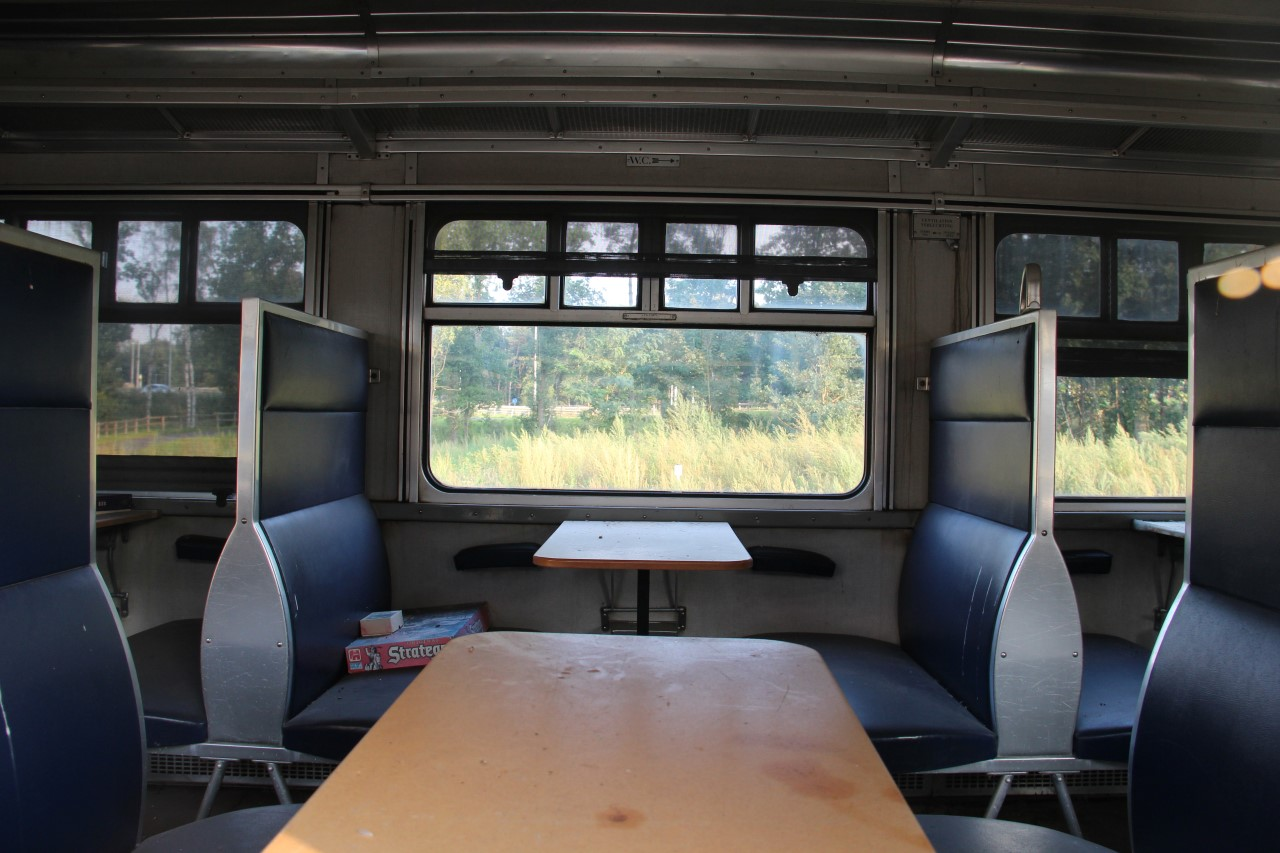
Intérieur de 2e classe de la voiture mixte préservée par le Kolenspoor.

Elles furent principalement utilisées en Flandre et ne subirent jamais de programme de modernisation ni même de changement de livrée au cours de leur carrière. Leur mise hors service survint en mai 1994, soit bien avant celle des dernières voitures M2, pourtant plus anciennes.

## Revente et préservation
Les 19 voitures de seconde classe encore existantes furent revendues au Ferrovie Nord Milano en 1994 en même temps que 24 voitures M2. Aux ateliers de la firme Metalmeccanica Milanesia, à Moretta, elles furent modernisées avec nouvelles fenêtres et chauffage électrique 3 000 V, et immatriculées EB.900 (comme les M2) ou EA.910 (pour quatre voitures transformées en première classe) elles circuleront, principalement au crochet de locomotives série 630, jusque dans les années 2000 et ont depuis presque toutes été mises à la ferraille.
Une voiture M3 ABD a été sauvegardée par l’association Kolenspoor et se trouve à As.

## Sources